# Fjällmanstjärnen
Fjällmanstjärnen är en sjö i Arvidsjaurs kommun i Lappland och ingår i Åbyälvens huvudavrinningsområde. Sjöns area är 0,03 kvadratkilometer och den är belägen 415 meter över havet.